# ケン・スネイクヒップス・ジョンソン
ケン・"スネイクヒップス"・ジョンソン（Ken "Snakehips" Johnson、1914年9月10日 - 1941年3月8日）は、ジャズのバンドリーダー、ダンサー。1930年代のイギリスにおける黒人音楽を主導する人物のひとりであった。

## 生涯
ケンリック・レジナルド・ハイマンズ・ジョンソン (Kenrick Reginald Hijmans Johnson) として、当時のイギリス領ギアナ（後のガイアナ）に生まれ、15歳の時に両親からイギリスへ送られて、バッキンガムシャー州マーロウのサー・ウィリアム・ボーレイズ・グラマー・スクールに学び、さらにエディンバラ大学に進んで医学を学んだ。
ダンスに興味を持ったジョンソンは、アメリカ人の振付師バディ・ブラッドレーの教えを受けた。ニックネームの「スネイクヒップス」は、ジョンソンのダンスから付けられたもので、彼の「滑らかで自在なスタイル (fluid and flexible style)」を踏まえていた。
1934年にニューヨークを訪れたジョンソンは、バンドリーダーになることを思いついた。1936年、ジョンソンは、レスリー・トンプソンのバンドの指揮をとることになり、さらに自分自身のバンド「ケン・ジョンソンと彼のリズム・スウィンガーズ (Ken Johnson and his Rhythm Swingers)」を結成し、後にはこれを「ザ・ウェスト・インディアン・オーケストラ (The West Indian Orchestra)」と改称して、おもに西インド諸島出身のミュージシャンたちが作曲したジャズやスウィング・ジャズの音楽を演奏してスターになった,。第二次世界大戦の開始後、彼のバンドは、ロンドンのファッショナブルなナイトクラブで「デビュタントやセレブたち (debs and celebs)」が集う、「豪華な地下世界 (sumptuous, subterranean)」だったカフェ・ド・パリのハウスバンドとなった。ここでバンドは、BBCラジオの包装用の録音も行うことができ、より多くの人々に音楽を聴いてもらうことができたし、最初期のテレビにも出演した。
1941年3月8日、ザ・ブリッツ（ロンドン大空襲）の際に、2発の爆弾が建物の屋根を破って、演奏を始めて間もなかったカフェ・ド・パリのダンス・フロアに着弾した。『タイム』誌の報道によると、ちょうど楽団が「Oh Johnny, Oh Johnny, How You Can Love!」を演奏している最中に、クラブが爆撃されたのだという。80名ほどが負傷し、少なくとも34名が死亡したが、死者の中には当時26歳だったジョンソンと、サクソフォーン奏者のデイヴ・"ババ"・ウィリアムス (Dave "Baba" Williams)　が含まれていた。
ゴールダー・グリーン火葬場で火葬されたジョンソンの遺灰は、母校のサー・ウィリアム・ボーレイズ・グラマー・スクールの礼拝堂に安置され、顕彰板も設けられた 。